# William Healey Dall
William Healey Dall, född 21 augusti 1845 i Boston, död 27 mars 1927 i Washington, D.C., var en amerikansk naturforskare, zoolog och paleontolog, son till Caroline Healey Dall.
Healey, som var föreståndare för molluskavdelningen vid National Museum of Natural History, Smithsonian Institution, Washington, D.C., var en framstående naturforskare, som bland annat undersökte Alaska ur flera synpunkter och anställde hydrografiska undersökningar i Berings sund. Bland de många skrifter kan nämnas Alaska and its resources (1876), Tribes of the extreme Northwest (1876), Pacific coast pilot: Alaska (1883), Alaska, as it was and is (1896) samt en biografi över Spencer Fullerton Baird (1915).
Healey Dall publicerade cirka 1600 avhandlingar och han beskrev över 5300 nya djurarter varav de flesta är mollusker. Flera olika djurarter är uppkallade efter Healey Dall, däribland fiskarna Lythrypnus dalli och Sebastes dallii, amerikanskt snöfår (Ovis dalli), Dalls tumlare (Phocoenoides dalli) samt en underart till brunbjörnen (Ursus arctos dalli).